# Сикорский, Иван Алексеевич
Ива́н Алексе́евич Сико́рский (26 мая (7 июня) 1842 год, село Антонов, Сквирский уезд, Киевская губерния, Российская империя — 14 февраля 1919, Киев, УНР) — русский психиатр, публицист, профессор Киевского университета Святого Владимира, почётный член Киевской духовной академии. Основатель журнала «Вопросы нервно-психической медицины и психологии», Врачебно-педагогического института для умственно-отсталых детей и Института детской психопатологии. Отец выдающегося русского и американского авиаконструктора Игоря Ивановича Сикорского.

## Биография
Родился 26 мая (7 июня) 1842 года в селе Антонов Сквирского уезда Киевской губернии в семье священника.
Окончил Киево-Софийское духовное училище и Киевскую духовную семинарию. В 1862 году экстерном сдал экзамены в Первой киевской гимназии и поступил на естественный факультет в Киевский университет св. Владимира. В 1863 году перевёлся на медицинский факультет, который окончил с отличием в 1869 году. 6 марта 1872 года защитил докторскую диссертацию «О лимфатических сосудах лёгких».
В 1873 году Сикорский переехал в Петербург, где поступил на должность приват-доцента в клинике душевных болезней при Военной медико-хирургической Академии, руководил которой в то время профессор Балинский. В 1880 Иван Алексеевич был назначен на должность чиновника по особым поручениям при начальнике Главного управления военно-учебных заведений. Он совмещал государственную службу с работой в Академии до 1882, в котором был назначен штатным ординатором в психиатрической больнице святого Николая Чудотворца. В этом же году Сикорский выступил на Международном Съезде по гигиене в Женеве с докладом «О детях, трудных в воспитательном отношении».
Сикорского приглашали на руководящие должности в саратовскую, тамбовскую психиатрические лечебницы, а в 1884 году поступило предложение занять московскую кафедру. Но Сикорский, узнав что в Киевском университете решено организовать кафедру по душевным и нервным болезням, принял решение вернуться в альма-матер, и в 1885 году получил назначение профессором в университет, проработал в котором 26 лет. С 1896 года — действительный статский советник.
В последние годы жизни Иван Алексеевич страдал от продолжительной болезни, был прикован к постели. Умер И. А. Сикорский в 1919 году, в Киеве. На момент смерти учёного власть в городе находилась у сторонников Симона Петлюры, провозгласивших Украинскую Народную Республику. Похоронен на Байковом кладбище в Киеве.

## Научная деятельность
Научные труды Сикорского первоначально относились к разным вопросам патологической анатомии, а впоследствии к клинической психиатрии и педагогике. Они рассеяны в специальных журналах, русских и иностранных. Кроме того, он написал весьма ценную монографию «О заикании» (Санкт-Петербург, 1889), переведённую также на немецкий язык. Всего учёный написал более ста научных трудов в разных областях медицины, биологии и педагогики.
Сторонник расовой теории. Апология белой расы изложена им в работе о Пушкине. С позиции расовой теории смотрел на мировую войну.
Сикорский был членом Общества русских врачей, почётным членом Киевской Духовной Академии, председателем Киевского психиатрического общества, членом ряда иностранных научных обществ. Учёный был удостоен премии Юшенова от Военно-медицинской академии (1907), получил почётный отзыв от Конгресса по воспитанию в Льеже.

### Вклад в изучение детей с отклонениями в развитии
Одними из первых научных работ, посвящённых изучению детей с отклонениями, были исследования И. А. Сикорского, который в своих трудах «…развивал идеи К. Д. Ушинского о принципах построения педагогики как науки, подчёркивая, что подлинной основой для научной теории воспитания является комплексное изучение ребёнка».
В 1882 году И. А. Сикорский сделал доклад в Женеве на конгрессе врачей гигиенистов «О детях трудных в воспитательном отношении». В докладе автор анализирует учеников военно-учебных заведений, отстающих в обучении. Он указывает на разные причины отставания от нормально развивающихся сверстников, среди которых: нарушение в умственном развитии, связанное с поражением ЦНС, а также умственные и нравственные нарушения, связанные с хроническим утомлением умственной работой. В докладе указывается на необходимость дальнейших исследований в этом направлении.
В этом же году выходит его работа «О лечении и воспитании недоразвитых, отсталых и слабоумных детей». В ней автор приводит кратко историю изучения, воспитания и обучения слабоумных детей за границей, показывает, каких успехов в этом направлении добились зарубежные учёные. Наряду с необходимостью глубокого изучения умственного недоразвития у детей, учёный указывает на необходимость изучения и обучения детей с преобладанием эмоционально-волевых нарушений. Среди особенностей таких детей автор называет «…аномалии чувств и характера, отсутствие гармонии душевных сил…», характеризуя их как детей с нравственным недоразвитием, утверждая, что
…изучение нравственного недоразвития и его исправление становится важнейшей новой практической задачей…
 Исследователь говорит о необходимости создания для них специализированных заведений. В 1889 году выходит фундаментальный труд И. А. Сикорского «О заикании». На примере этой работы хорошо видно, какое большое значение автор придавал глубокому медико-психолого-педагогическому изучению человека с отклонениями в развитии и каких достижений добился в ходе этого изучения. В своей работе он всесторонне осветил проблему заикания. В ней он на основании собственных наблюдений описал симптоматику, причины возникновения и особенности течения заикания. В работе детально анализируются физиологические и психологические особенности заикающихся. На основе этого анализа предлагается комплексный медико-педагогический метод преодоления заикания.
Исследования И. А. Сикорского являются одной из первых попыток антропологического обоснования воспитания и обучения детей с отклонениями в развитии в отечественной науке.

## Общественная и политическая деятельность
С 1896 года Сикорский состоял редактором основанного им, издаваемого в Киеве журнала «Вопросы нервно-психической медицины». В 1904 году учёный основал Врачебно-Педагогический Институт для умственно-недоразвитых, отсталых и нервных детей, и до своей смерти возглавлял научную и лечебную работу в этом уникальном для своего времени заведении. В 1912 году основал Институт детской психопатологии.
В разные годы он состоял директором Киевского попечительного комитета по тюрьмам, председателем Юго-Западного общества трезвости, членом правления Киевского общества борьбы с детской смертностью, председателем Киевского общества покровительства лицам, отбывшим наказание и беспризорным детям, председателем Фрёбелевского общества для содействия делу воспитания, членом правления Общества скорой медицинской помощи в Киеве, председателем Общества вспомоществования студентам при Университете св. Владимира, консультантом при больнице имени С. А. Лихаревой.
Участвовал в работе в Киевского клуба русских националистов. Рассматривал идею национализма с биологической точки зрения. В качестве атрибутов «народной (национальной) души» считал язык, поэзию, художественное творчество, школу, прессу, религию.
12 ноября 1910 на собрании русских избирателей, посвящённом выборам в Городскую думу, Сикорский произнёс весьма прочувственную речь, в которой с чувством радости и удовлетворения отмечал то обстоятельство, что городские выборы впервые производились под русским национальным знаменем. Он говорил:  «На Киев смотрит вся Россия. Петербург никогда не имел значения руководителя национальной жизни России. Москва после 1905 г. также утратила нравственный авторитет в глазах национально-русского общества. Значение центра русской национальной жизни начинает переходить к Киеву и на киевлянах лежит высший долг перед городом и родиной: мы должны укреплять возникшую здесь русскую твердыню. Пора нам сказать: мы — сыны великого народа и здесь в историческом Киеве, хозяева — мы! Городское управление матери городов русских должно быть русским… Мы должны решительно сказать: мы — русские, и Киев — наш… Я, как человек старый. По сравнению с большинством присутствующих здесь, могу сказать одно: „Я вас благословляю! Идите смело и дружно и никому не уступайте своего первородства“… Состав нынешней думы надо решительно обновить. Необходимо поддержать на выборах купечество. Надо, чтобы Киев богател, но богател, как национально-русский центр…». 
Иван Алексеевич за свою жизнь собрал огромную библиотеку научной, художественной, справочной и другой литературы, которая по завещанию была передана в дар Киевскому университету. При жизни им был опубликован каталог этой библиотеки, состоявшей преимущественно из иностранной литературы, для облегчения доступа к ней студентам.
Иван Сикорский послужил живой моделью для образа святого Иоанна Златоуста при росписи Васнецовым алтаря во Владимирском соборе.

### Участие в деле Бейлиса
В 1913 году И. А. Сикорский выступал экспертом и свидетелем от обвинения по делу Бейлиса. В первой своей экспертизе (1912 г.) Сикорский, со ссылкой на французского историка-слависта А. Леруа-Больё, назвал предполагаемые ритуальные убийства «расовым мщением, или вендеттой сынов Иакова» к субъектам другой расы". Ссылка была ложной; Леруа-Больё, узнав об этом, печатно протестовал, и из окончательного текста экспертизы этот пассаж был удалён. Присутствовавший на суде писатель В. Г. Короленко так оценил выступление Сикорского: «профессор Сикорский вместо психиатрической экспертизы стал читать по тетради собрание изуверных рассказов, ничего общего с наукой не имеющих». Чиновник департамента полиции Дьяченко телеграфировал в Петербург, что «простой народ, читая экспертизу Сикорского, высказывает большую ненависть к евреям, угрожая погромом».
Экспертиза Сикорского вызвала возмущение российского и мирового психиатрического сообщества. По словам В. П. Сербского, «в экспертизе проф. Сикорского наука с её первым и необходимым условием — добросовестностью — и не ночевала. Говоря словами самого Сикорского, его экспертиза „представляется мне не случайным или простым“ заблуждением, но „сложным квалифицированным злодеянием, которое тщательно обдумано и планомерно исполнено“». Журнал «Современная психиатрия» оценил экспертизу как «позорную и не соответствующую самым элементарным научным требованиям», «Журнал невропатологии и психиатрии» — утверждал, что «маститый русский учёный скомпрометировал русскую науку и покрыл стыдом свою седую голову». Общество психиатров особой резолюцией признало экспертизу Сикорского «псевдонаучной, не соответствующей объективным данным вскрытия тела Ющинского и не согласующейся с нормами устава уголовного судопроизводства» Весною 1913 г. XII всероссийский пироговский съезд врачей принял специальную резолюцию против экспертизы Сикорского. Осенью 1913 г. экспертиза Сикорского была осуждена международным медицинским съездом в Лондоне и 86-м съездом немецких естествоиспытателей и врачей в Вене. Зарубежные отклики на экспертизу составили целую книгу, изданную в Лейпциге в 1913 году и в том же году опубликованную на русском языке Врач-психиатр Михаил Буянов, отмечая массовое неприятие коллегами экспертизы Сикорского, пишет, что «никогда психиатры не были так единодушны и принципиальны в проявлении своего отвращения к использованию психиатрии в политических целях» Сикорский апеллировал к полиции, требуя пресечь критику. За критику экспертизы Сикорского были закрыты целый ряд медицинских обществ (Харьковское, Тверское, Вологодское и др.). Московский «Журнал невропатологии и психиатрии» писал в связи с этим, что «говорить об экспертизе Сикорского, критиковать её стало почти государственным преступлением».
После дела Бейлиса Сикорский давал интервью в связи с так называемым «фастовским делом», в котором утверждал, что это тоже еврейское ритуальное убийство. Однако фастовское дело оказалось инсценировкой, на самом деле еврейский ребёнок был убит русским уголовником.

## Труды
- Черты из психологии славян: Речь, произнесенная проф. И. А. Сикорским, в торжественном заседании Славянского благотворительного общества 14 мая 1895 года. — Киев: тип. И. И. Чоколова, 1895. — 15 с.
- Эпидемические вольные смерти и смертоубийства в Терновских хуторах (близ Тирасполя). Психологическое исследование. (ib., 1897)
- Алкоголизм и питейное дело. (Киев, 1897)
- Об успехах медицины в деле охранения высших сторон здоровья. (ib., 1898)
- О влиянии спиртных напитков на здоровье и нравственность населения России. (ib., 1899)
- Сборник научно-литературных статей по вопросам общественной психологии, воспитания и нервно-психической гигиены. (в 5 книгах, ib., 1900)
- Всеобщая психология с физиогномикой в иллюстрированном изложении. (ib., 1904)
- Психологические основы воспитания. (ib., 1904)
- О психологических основах национализма. — Киев, 1910. — 15 с.
- Основы теоретической и клинической психиатрии. Киев, 1910.
- Антропологическая и психологическая генеалогия Пушкина, Киев, тип. С. В. Кульженко, 1912
- Русские и украинцы. Киев, 1913.
- Ueber das Stottern. Berlin, Hirschwald, 1891
- Seele des kindes nebst kurzem grundriss der weiteren psychischen evolution. Leipzig : J.A. Barth, 1902
- Seelische Entwicklung des Kindes; nebst kurzer Charakteristik der Psychologie des reiferen Alters. Leipzig, Barth, 1908
- Физиогномика и психическое состояние пьяниц. // Журналъ «Вопросы нервно-психической медицины». Годъ первый. Выпускъ 1-2, 1896
- Самоубийство среди русских врачей. // Журналъ «Вопросы нервно-психической медицины». Годъ первый. Выпускъ 1-2, 1896
- Сикорский И. А. О детях трудных в воспитательном отношении.- Киев: Типография Котомина и Кº,1882.- 7 с.
- Сикорский И. А. О заикании.- Киев: Издание Карла Риккера,1889.
- Сикорский И. А. О лечении и воспитании недоразвитых, отсталых и слабоумных детей.- 2 издание.- Киев: Лито-типография И. Н. Куршев и Кº,1904.- 80 с.
- Книга жизни. Психологическая христоматия (хрестоматия) для школы и жизни. Обложка художника И. Ф. Замотина. Первое издание. США. Alatas. 1931 г. XVI, 688 стр.